# Paranormal Activity 2
Paranormal Activity 2 je americký hororový film z roku 2010 režiséra Toda Williamse, natočený podle scénáře Michaela R. Perryho. Jde o prequel/sequel filmu Paranormal Activity z roku 2007. Snímek měl premiéru v říjnu 2010.

## Děj
Všechno začíná 60 dní před smrtí Micaha Sloata. Mladší sestra Katiena je Kristie, která se provdala za vdovce Daniela Reye a spolu s jeho dospívající dcerou Ali, novorozeným dítětem Hunterem, mexickou hospodyní Martine a jejich ovčákem Abby se stěhují do nového domu na předměstí (cca pět domů od Katie). Všichni si dům náležitě prohlédnou a Ali hned po příjezdu zapne osudovou kameru a všechno točí. Radost ale pomine po pár dnech.
Někdo se do domu vloupal a zničil všechno jeho vybavení. Ušetřen byl pouze Hunterův pokoj. Je však kupodivu, že nezmizelo nic kromě Kristiniho náhrdelníku od Katie. Dan koupí od jedné firmy šest důmyslných kamer rozmístěných po domě, aby se vloupání už neopakovalo. Hned po nainstalování kamer se však začnou dít podivné věci, dveře od sklepa se samovolně otevírají a zavírají, pánve padají ze stojanu, Hunter ve své kolébce buď pláče nebo si s něčím neviditelným hraje a pes je stále neklidný. Martine začne s podivným rituálem na vyhnání zlých duchů. To se však Danovi nelíbí a vyhodí ji. V jednu noc kamera zaznamená vodní vysavač, jak sám vyjde z vody, ale Dan si jen myslí že, ho jen špatně nastavil. Zatímco Ali pokládá jevy za úžasné, Dan je přesvědčen že jde o pouhou paranoiu. Kristie se bojí a promluví si s Katie. Ta jí však poradí, aby se o to nestarala nebo to bude ještě horší.
Dan vezme Kristie na večeři, zatímco má Ali hlídat Huntera. Spolu se svým přítelem Bradem udělají seanci na tabulce ouija, která vyhláskuje H, U, N, T, E, R. Brad poté odejde a Ali se začne dívat na televizi. Když pak usne, televize se začne sekat a nad Ali je vidět jakýsi zlověstný stín, který se k ní nakloní. Ali se s křikem probere. Někdo zaklepe na dveře, Ali otevře, ale nikdo venku není. Když vyjde ven, dveře se za ní zabouchnou. Zatím Hunter ve svém pokoji začne vzlykat. Jakási záhadná síla jej vytáhne z kolébky. Hunter sejde po schodech a otevře sklep a poté se vyšplhá nahoru do pokoje. Dan a Kristie se vrátí domů a vyčítají Ali, že dveře vůbec otevřela. Ta odpoví, že ve spaní slyšela, jako by někdo volal její jméno. Dan se naštve a nevěří tomu. Ali mu další den ukáže záznam z kamery. On ale stále prohlašuje, že dveře zabouchl vítr. Ali s Bradem najdou na počítači, že pokud jsou jevy trvalé, je možné, že jde o démona a že pokud s ním člověk uzavře dohodu o bohatství, musí zaplatit prvorozeným synem. Hunter je v rodokmenu první muž z Kristininy strany. Další noc slyší Abby zvuky zezdola. Začne štěkat, pak ji cosi vtáhne mimo kameru a zdá se, jakoby s někým bojovala. Dan a Ali najdou v hale její tělo a hned spěchají k doktorovi, avšak marně. Na druhý den čte Kristie v kuchyni a najednou se všechny dvířka a šuplíky ránou otevřou. Kristie se vystraší a běží nahoru.
V noci Hunter pláče, když jej chce Kristie utišit, záhadná síla ji začne unášet dolů po schodech. Pokusí se utéct, ale nakonec je stejně vtáhnuta do sklepa a mlácena onou silou. Asi po dvou hodinách ticha vyjde ze sklepa jakoby nic a jde si lehnout. Ráno Dan musí na dvě hodiny odběhnout do práce a Ali zůstane s Kristie sama. Najde škrábance a krev na dveřích od sklepa a ji celou od kousanců ležet v Hunterově pokoji. Poté se ohlédne za nějakým zvukem a Kristie zmizí. Hledá ji po celém pokoji. Nakonec ji Kristie odežene. Ali volá otci, ať přijde domů a poté, když uvidí záznam z minulé noci, se velmi vyděsí. Ukáže ho Danovi a ten zavolá Martine, ta mu dá naolejovaný krucifix a řekne nemyslitelné. Že musí přenést démona na jejího pokrevného příbuzného, tedy na Katie. Dan to přes Aliny i svoje protesty udělá. Kristie jej hned napadne, v domě najednou zhasne elektřina a Hunter zmizí.
Nakonec ale Kristie chytí a provede vymýtání. Podlaha se otřese s celou zemí. Dan, bezvědomou Kristie uloží do postele. Děj se pak přenese o tři týdny později. U Reyových je všechno v normálu, ale u Katie a Micaha všechno začíná. Poté začne první záběr z prvního dílu. Následný text: „Micah byl zabit 8. října 2006“. V poslední noc (9. října) je Ali na školním výletu, Kristie je nahoře s Hunterem a Dan se dívá na televizi. Do domu vejde Katie s Micahovou krví na tričku, zlomí Danovi vaz, vyjde nahoru a vhodí Kristie do kamery a vezme si malého Huntera sebou. Démon tak dostane svůj dluh. Poslední text: „Ali se 12. října vrátila z výletu a našla těla svých rodičů.“ „Policie našla Micahovo tělo den poté.“ „Místo pobytu Katie a Huntera není známo.“

## Zajímavosti[1]
- Film používá z celé série hororů nejvíce kamer.
- Horor, stejně tak jako první díl, byl natočen v domě samotného režiséra filmu.
- Dům režiséra musel po natáčení Paranormal Activity projít rekonstrukcí, aby v druhém filmu Paranormal Aktivity 2 nebyl poznat.
- Film po premiéře vydělal 120 milionů korun, i přes to, že byl přístupný až od sedmnácti let.